# Legge di Curie

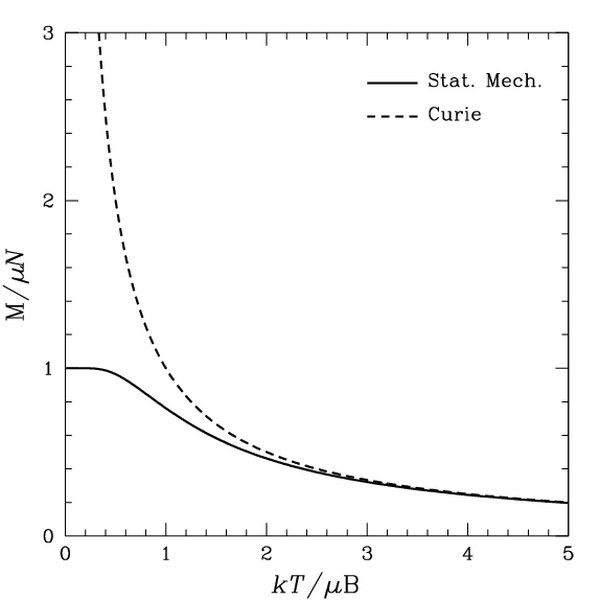

La legge di Curie è una relazione costitutiva, ricavata sperimentalmente da Pierre Curie, che quantifica la magnetizzazione di un materiale paramagnetico quando è sottoposto ad un campo magnetico.
In un materiale paramagnetico infatti la magnetizzazione risulta essere approssimativamente direttamente proporzionale al campo magnetico anche se, in seguito a riscaldamento del materiale, si possa notare una riduzione della magnetizzazione.
La legge di Curie è così espressa:
{\displaystyle \mathbf {M} =C\cdot {\frac {\mathbf {B} }{T}},}
dove:
{\displaystyle \mathbf {M} } è la magnetizzazione
{\displaystyle \mathbf {B} } è il campo magnetico, misurato in tesla
{\displaystyle T} è la temperatura misurata in kelvin
{\displaystyle C} è la costante di Curie.
Quindi un aumento di {\displaystyle B} tende ad allineare i dipoli magnetici di ogni molecola, mentre un aumento di {\displaystyle T} tende ad aumentare l'agitazione termica (e quindi ad ostacolare tale allineamento). {\displaystyle M} non può crescere senza limite, ma può al massimo raggiungere il valore {\displaystyle M_{max}={N\mu  \over V}} (si ricordi che il vettore magnetizzazione è definito come {\displaystyle {\vec {M}}={\sum _{i=1}^{N}{\vec {\mu }} \over V}}) corrispondente all'allineamento di tutti gli {\displaystyle N} dipoli contenuti nel volume {\displaystyle V}.